# As Tears Go By (película)
As Tears Go By (conocida en Hispanoamérica como El fluir de las lágrimas, Calles violentas o Mientras pasan las lágrimas) es una película de Hong Kong de 1988 dirigida por Wong Kar-wai en su debut. Protagonizada por Andy Lau, Maggie Cheung y Jacky Cheung, fue comparada por la crítica especializada con Mean Streets del cineasta estadounidense Martin Scorsese, ya que la trama central gira en torno a un gánster tratando de alejar de los problemas a su mejor amigo. El filme fue proyectado en el Festival de Cine de Cannes de 1989 durante la Quincena de los Realizadores. Con una recepción generalmente positiva por parte de la crítica especializada y de la audiencia, la película cuenta actualmente con una aprobación del 82% en el portal de reseñas Rotten Tomatoes.

## Sinopsis
La película se centra en la historia de Wah, un matón de la mafia que se ocupa principalmente de cobrar deudas sin importar el método. Su subordinado Fly también trabaja para la mafia, pero tiene menos éxito y no es tan respetado como Wah, frecuentemente causa problemas y pide dinero prestado que no puede devolver. Un día, Wah recibe una llamada de su tía informándole que su prima menor Ngor, a quien no conoce, irá a quedarse con él en Hong Kong durante los próximos días. Ngor trabaja en el restaurante de su familia en la isla de Lantau, pero debido a un problema pulmonar debe viajar a Hong Kong para recibir tratamiento médico.
Poco después de que Ngor llegue a su apartamento, Wah se va inesperadamente para ayudar al torpe Fly a cobrar una deuda. Después de realizar el trabajo, Wah va a ver a su novia Mabel, quien lo abandona después de informarle que se encontraba en embarazo y que padeció un aborto. Wah vuelve a casa enfadado y borracho, pero cuando Ngor intenta consolarle más tarde esa noche, se pone muy agresivo y amenaza con echarla de su casa. A la mañana siguiente, Wah se disculpa con Ngor y le ofrece llevarla al cine para compensar su mal comportamiento.
Mientras tanto, con el fin de ganar dinero para pagar un préstamo a su compañero de banda Tony, Fly hace una apuesta irrazonablemente alta en un juego de billar. Cuando se da cuenta de que no hay posibilidad de ganar o de pagar su deuda, huye despavorido con su amigo Site. Después de una persecución por las calles, Fly y Site son atrapados y severamente golpeados por miembros de la pandilla de Tony. Cuando Wah y Ngor están a punto de salir del apartamento, Fly llega magullado y ensangrentado, llevando a un Site totalmente inconsciente. Wah y Ngor tratan sus heridas, lo que hace que Ngor cuestione el trabajo de su primo. Al día siguiente ella regresa a su hogar en Lantau, dejando a Wah una nota pidiéndole que vaya a visitarla alguna vez. Afligido, Wah debe afrontar la despedida de su prima, a quien había empezado a querer profundamente, y la protección de su amigo Fly, pues queda claramente comprobado que no puede defenderse de los problemas por su propia cuenta.

## Reparto

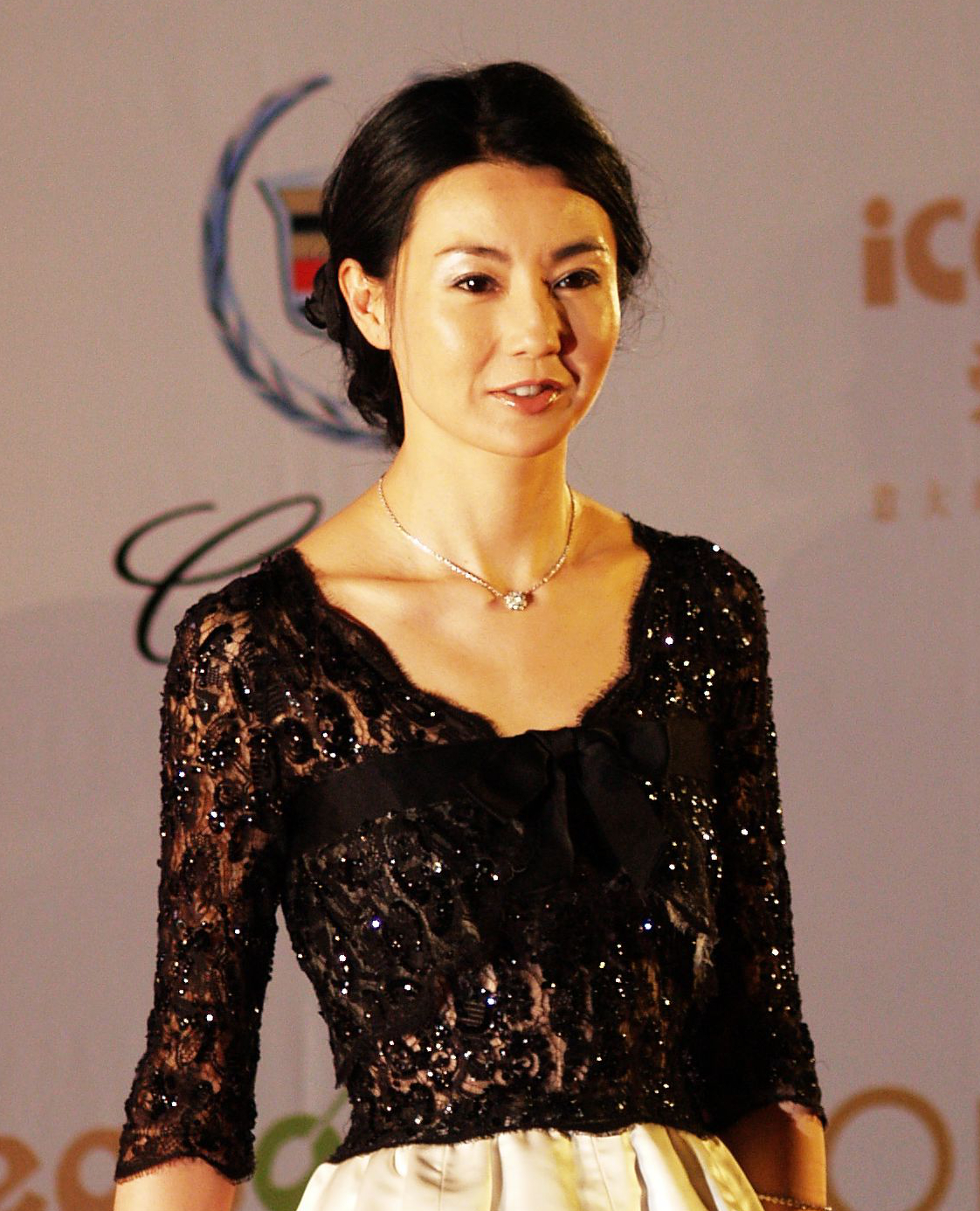
La actriz Maggie Cheung interpreta uno de los papeles principales en el filme

| Actor         | Personaje   |
| ------------- | ----------- |
| Andy Lau      | Wah         |
| Maggie Cheung | Ngor        |
| Jacky Cheung  | Fly         |
| William Chang | Dr. de Ngor |
| Lam Kau       | Kung        |
| Alex Man      | Tony        |
| Ronald Wong   | Site        |

## Banda sonora
En su banda sonora está incluida la versión del éxito Take my breath away de la banda estadounidense Berlin, escrita por Giorgio Moroder y Tom Whitlock e interpretada en cantonés por la cantante Sandy Lam.